# Cyphopisthes minutus
Cyphopisthes minutus är en skalbaggsart som beskrevs av Renaud Maurice Adrien Paulian 1978. Cyphopisthes minutus ingår i släktet Cyphopisthes och familjen Hybosoridae. Inga underarter finns listade i Catalogue of Life.